# Mazda Sports Club Soccer Club 1985-1986
Questa voce raccoglie le informazioni riguardanti il Mazda Sports Club Soccer Club nelle competizioni ufficiali della stagione 1985-1986.

## Stagione
Dopo essere uscito al primo turno di coppa di Lega per mano del Toyota Motors, il Mazda riuscì nella risalita in prima divisione classificandosi negli ultimi posti validi per l'avanzamento di categoria. A metà stagione la squadra giunse sino alle semifinali di Coppa dell'Imperatore: dopo aver sconfitto i detentori dello Yomiuri e i futuri campioni nazionali del Furukawa Electric, il Mazda subì cinque reti dal Nissan Motors, vedendosi impedito l'accesso alla finale.

## Rosa
| N. |                     | Ruolo | Calciatore         |
| -- | ------------------- | ----- | ------------------ |
|    | Giappone (bandiera) | P     | Masahiro Imagawa   |
|    | Giappone (bandiera) | P     | Kazuyori Mochizuki |
|    | Giappone (bandiera) | D     | Shigekazu Nakamura |
|    | Giappone (bandiera) | D     | Katsuyoshi Shintō  |
|    | Giappone (bandiera) | D     | Yasuyuki Satō      |
|    | Giappone (bandiera) | D     | Hiroshi Matsuda    |
|    | Giappone (bandiera) | D     | Saoshi Shiraishi   |
|    | Giappone (bandiera) | D     | Kenji Shada        |
|    | Giappone (bandiera) | C     | Shigeru Sarusawa   |

| N. |                     | Ruolo | Calciatore           |
| -- | ------------------- | ----- | -------------------- |
|    | Giappone (bandiera) | C     | Shinichiro Takahashi |
|    | Giappone (bandiera) | C     | Shima Takahashi      |
|    | Giappone (bandiera) | C     | Katsuyuki Kawachi    |
|    | Giappone (bandiera) | C     | Hidekazu Orita       |
|    | Giappone (bandiera) | C     | Takahiro Kimura      |
|    | Giappone (bandiera) | C     | Takashi Yamada       |
|    | Giappone (bandiera) | A     | Shinji Kobayashi     |
|    | Giappone (bandiera) | A     | Masahiro Imagawa     |
|    | Giappone (bandiera) | A     | Hirohumi Kanbaru     |

## Statistiche

### Statistiche di squadra
| Competizione          | Punti | Totale | Totale | Totale | Totale | Totale | Totale | DR  |
| Competizione          | Punti | G      | V      | N      | P      | Gf     | Gs     | DR  |
| --------------------- | ----- | ------ | ------ | ------ | ------ | ------ | ------ | --- |
| JSL Division 2        | -     | 20     | 11     | 3      | 6      | 37     | 21     | +16 |
| JSL Cup               | -     | 1      | 0      | 1      | 0      | 1      | 1      | 0   |
| Coppa dell'Imperatore | -     | 4      | 3      | 0      | 1      | 4      | 6      | -2  |
| Totale                | -     | 20     | 6      | 4      | 10     | 19     | 23     | -4  |